# Liste der Naturdenkmale in Weilheim an der Teck
| Naturdenkmale | Anzahl |
| ------------- | ------ |
| FND           | 14     |
| END           | 1      |
| Gesamt        | 15     |

Die Liste der Naturdenkmale in Weilheim an der Teck nennt die verordneten Naturdenkmale (ND) der im baden-württembergischen Landkreis Esslingen liegenden Stadt Weilheim an der Teck. In Weilheim an der Teck gibt es insgesamt 15 als Naturdenkmal geschützte Objekte, davon 14 flächenhafte Naturdenkmale (FND) und 1 Einzelgebilde-Naturdenkmal (END).
Stand: 31. Oktober 2016.

## Flächenhafte Naturdenkmale (FND)
| Name                                         | Bild | Kennung     | Einzelheiten         | Position | Fläche Hektar | Datum         |
| -------------------------------------------- | ---- | ----------- | -------------------- | -------- | ------------- | ------------- |
| Egelsberg                                    | BW   | 81160704109 | Weilheim an der Teck | ⊙        | 3,1           | 15. Juli 1997 |
| Eichenhain im Gewann Wolfscherre             | BW   | 81160704103 | Weilheim an der Teck | ⊙        | 4,1           | 15. Juli 1997 |
| Feuchtgebiet im Gewann Erlenbad              | BW   | 81160704110 | Weilheim an der Teck | ⊙        | 0,9           | 15. Juli 1997 |
| Feuchtgebiet im Gewann Herrenwiese           | BW   | 81160704112 | Weilheim an der Teck | ⊙        | 0,3           | 15. Juli 1997 |
| Feuchtgebiet im Gewann „Kurzer Wasen“        | BW   | 81160704125 | Weilheim an der Teck | ⊙        | 0,6           | 15. Juli 1997 |
| Feuchtgebiet im Gewann Linkenloh             | BW   | 81160704104 | Weilheim an der Teck | ⊙        | 0,2           | 15. Juli 1997 |
| Feuchtgebiet im Gewann Morgen                | BW   | 81160704113 | Weilheim an der Teck | ⊙        | 1,2           | 15. Juli 1997 |
| Feuchtgebiet nördlich des Egelsbergs         | BW   | 81160704108 | Weilheim an der Teck | ⊙        | 0,3           | 15. Juli 1997 |
| Feuchtgebiet westlich des Egelsbergs         | BW   | 81160704107 | Weilheim an der Teck | ⊙        | 0,3           | 15. Juli 1997 |
| Großer Erdschliff                            | BW   | 81160704117 | Weilheim an der Teck | ⊙        | 5,0           | 15. Juli 1997 |
| Kazmaierhöhle                                | BW   | 81160704116 | Weilheim an der Teck | ⊙        | 0,3           | 15. Juli 1997 |
| Kleiner Erdschliff                           |      | 81160704118 | Weilheim an der Teck | ⊙        | 4,3           | 15. Juli 1997 |
| Magerrasen im Gewann Hagelholz (Linsenwasen) | BW   | 81160704115 | Weilheim an der Teck | ⊙        | 4,1           | 15. Juli 1997 |
| Steinbruch im Gewann Egenfirst               | BW   | 81160704131 | Weilheim an der Teck | ⊙        | 0,1           | 15. Juli 1997 |
| Legende für Naturdenkmal                     |      |             |                      |          |               |               |

## Einzelgebilde (END)
| Name                             | Bild | Kennung     | Einzelheiten         | Position | Fläche Hektar | Datum         |
| -------------------------------- | ---- | ----------- | -------------------- | -------- | ------------- | ------------- |
| Lindengruppe bei der Tuchbleiche | BW   | 81160704101 | Weilheim an der Teck | ⊙        | 0,0           | 25. Aug. 1983 |
| Legende für Naturdenkmal         |      |             |                      |          |               |               |